# Neodymi(III) perchlorat
Neodymi(III) perchlorat là một hợp chất vô cơ, một muối của neodymi và acid perchloric có công thức hóa học Nd(ClO4)3 – hòa tan trong nước, tạo thành các tinh thể ngậm nước – tinh thể màu hồng tím.

## Tính chất vật lý
Neodymi(III) perchlorat tạo thành các tinh thể màu tím nhạt khi khan.
Nó hòa tan trong nước.
Nó tạo thành các tinh thể Nd(ClO4)3·nH2O, trong đó n = 4, 4,5 là các tinh thể màu hồng tím, n = 6 tạo tinh thể màu hồng nhạt đến oải hương.

## Muối kiềm
Nd(ClO4)3 có thể tạo ra các loại muối kiềm, có công thức tổng quát là Nd(OH)x(ClO4)3 − x. Muối với x = 1,5 (ngậm 5 nước) là tinh thể màu tím nhạt, d = 2,88 g/cm³.

## Hợp chất khác
Nd(ClO4)3 còn tạo một số hợp chất với N2H4, như Nd(ClO4)3·6N2H4·4H2O là tinh thể nhỏ màu trắng, tan trong nước, metanol, etanol và aceton, không tan trong toluen, d20 ℃ = 2,3271 g/cm³.